# Sânmihaiu Almaşului
Sânmihaiu Almaşului es una comuna ubicada en el distrito de Sălaj, Rumania.

## Superficie
Posee una superficie de 64,82 kilómetros cuadrados.

## Demografía
Hasta 2021 la población era de 1556 habitantes, con una densidad de población de 24,0 habitantes por kilómetro cuadrado.